# Вельтурно
Вельтурно (італ. Velturno) — муніципалітет в Італії, у регіоні Трентіно-Альто-Адідже,  провінція Больцано.
Вельтурно розташоване на відстані близько 540 км на північ від Рима, 80 км на північний схід від Тренто, 27 км на північний схід від Больцано.
Населення — 2809 осіб (2014).

## Демографія
Населення за роками:

Станом на 1 січня 2023 року в муніципалітеті офіційно проживало 126 іноземців з 28 країн, серед них 49 громадян країн Євросоюзу та 1 громадянин України.

## Сусідні муніципалітети
- Брессаноне
- Кьюза
- Фунес
- Варна